# Apostolisch vicariaat Chaco Paraguayo

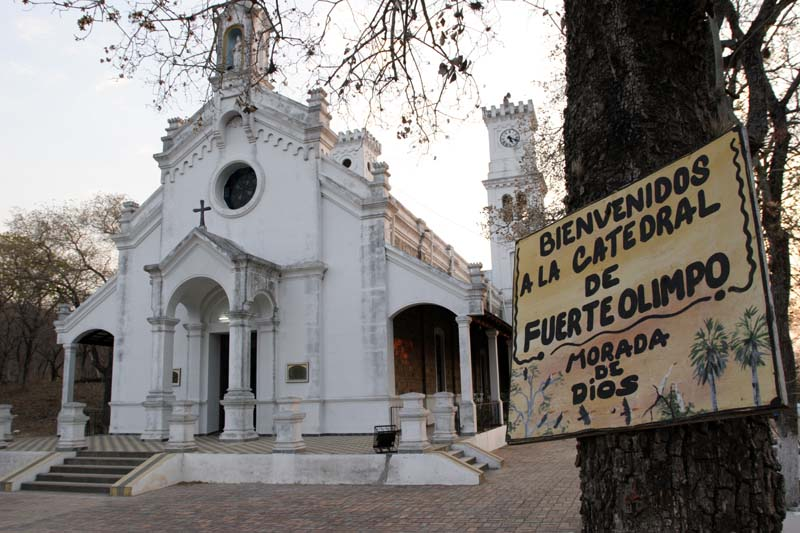
De kathedraal van Fuerte Olimpo

Het apostolisch vicariaat binnen Paraguay

Het apostolisch vicariaat Chaco Paraguayo (Latijn: Vicariatus Apostolicus Ciachensis in Paraquaria Natione) is een rooms-katholiek apostolisch vicariaat in Paraguay met als zetel Fuerte Olimpo, Alto Paraguay. Het valt niet onder het aartsbisdom Asunción maar direct onder de Heilige Stoel.
Het apostolisch vicariaat werd opgericht in 1948 door afsplitsing van het bisdom Concepción y Chaco. De salesianen van Don Bosco zijn sinds 1896 actief in Paraguay. Zij zijn vooral actief in Chaco waar zijn instaan voor onderwijs onder de Guarani, de oorspronkelijke inwoners van het gebied.
In 2020 telde het apostolisch vicariaat 7 parochies. Het heeft een oppervlakte van 96.000 km2 en telde in 2020 27.000 inwoners waarvan 81,3% rooms-katholiek was. 

## Vicarissen
- Ángel Muzzolón, S.D.B. (1948-1969)
- Alejo del Carmen Obelar Colman, S.D.B. (1969-1986)
- Zacarías Ortiz Rolón, S.D.B. (1988-2003)
- Edmundo Ponziano Valenzuela Mellid, S.D.B. (2006-2011)
- Gabriel Narciso Escobar Ayala, S.D.B. (2022-)